# Пітер Макклой
Пітер Макклой (англ. Peter McCloy, нар. 16 листопада 1946, Герван) — шотландський футболіст, що грав на позиції воротаря, зокрема, за «Рейнджерс», а також національну збірну Шотландії.
Триразовий чемпіон Шотландії. П'ятиразовий володар Кубка Шотландії. Володар Кубка Кубків УЄФА. 

## Клубна кар'єра
У дорослому футболі дебютував 1964 року виступами за команду клубу «Мотервелл», в якій провів шість сезонів, взявши участь у 137 матчах чемпіонату. 
1970 року перейшов до клубу «Рейнджерс», в якому майже відразу став основним голкіпером і за який відіграв 16 сезонів.  За цей час тричі виборював титул чемпіона Шотландії, ставав володарем Кубка Кубків УЄФА. Завершив професійну кар'єру футболіста виступами за команду «Рейнджерс» у 1986 році.

## Виступи за збірну
1973 року у чотирьох офіційних матчах захищав ворота національної збірної Шотландії.

## Титули і досягнення
- Чемпіон Шотландії (3):

«Рейнджерс»: 1974-1975, 1975-1976, 1977-1978
- Володар Кубка Шотландії (5):

«Рейнджерс»: 1972-1973, 1975-1976, 1977-1978, 1978-1979, 1980-1981
- Володар Кубка Кубків УЄФА (1):

«Рейнджерс»: 1971-1972